# 药事管理学
药事管理学（英語：The discipline of pharmacy administration）是药学科学的一个分支学科，它的研究和教育集中于应用社会、行为、管理和法律科学，去研究药学实践中完成专业服务的环境的性质与影响。

## 药事管理的历史
公元前18世纪，古巴比伦汉漠拉比王朝用其楔形文字颁布的法令中，有两条惩罚医药使人致死致残的条文。公元前11世纪，中国西周王朝建立了六宫体制，属天官管的医师为“众医之长，......掌众医之政令，聚毒药以供药事。”13世纪，欧洲西西里王国的腓特烈二世颁布的一系列卫生法令中规定，药事管理从医药管理中分离出来。1407年，热那亚市颁布的《药师法》，是最早的法定药师职业标准。1683年，布鲁市颁布法律，禁止医生为自己的病人配药。1546年，德国出现了西方国家的第一部法典。1617年，伦敦药师协会成立，标志欧洲药学职业建立，药事管理范畴扩展。